# NBA Europe Live Tour
NBA Europe Live Tour foi uma turnê européia, de pré-temporada, em que equipes da NBA fizeram partidas amistosas contra equipes da Euroliga, sempre no mês de outubro. A primeira edição foi em 2006. Em 2011, não houve, devido ao lockout da NBA. Em 2013, esta turnê passou a ser mundial, e mudou o nome para NBA Global Games.
As partidas são disputadas com as regras da NBA.

## Edições
| Edição | Ano  | Equipes Participantes (NBA) | Equipes Participantes (Euroleague)                                                                     |
| ------ | ---- | --- | --- |
| I      | 2006 | San Antonio Spurs, Philadelphia 76ers, Phoenix Suns | ASVEL Lyon-Villeurbanne , FC Barcelona , Lottomatica Roma , Maccabi Tel Aviv                           |
| II     | 2007 | Boston Celtics, Toronto Raptors, Memphis Grizzlies, Minnesota Timberwolves                                                                                         | Efes Pilsen , Lottomatica Roma , Unicaja Málaga , Club Baloncesto Estudiantes , Real Madrid Baloncesto |
| III    | 2008 | Miami Heat, New Jersey Nets, New Orleans Hornets, Washington Wizards                                                                                               | Não houve.                                                                                             |
| IV     | 2009 | Utah Jazz, Chicago Bulls, Denver Nuggets, Phoenix Suns, San Antonio Spurs, New York Knicks, L.A. Clippers, Indiana Pacers, Cleveland Cavaliers, Philadelphia 76ers | Partizan Belgrado , Real Madrid Baloncesto , Olympiacos Piraeus , Maccabi Tel Aviv                     |
| V      | 2010 | New York Knicks, Los Angeles Lakers, Minnesota Timberwolves | AJ Milano , FC Barcelona Regal                                                                         |
| VI     | 2012 | Boston Celtics e Dallas Mavericks | Fenerbahçe Ülker , Alba Berlin , Olimpia Milão , FC Barcelona Regal                                    |